# قلعه قیاس‌آباد
قلعه قیاس آباد مربوط به دوره قاجار است و در شهرستان نهبندان، بخش شوسف، روستای دهک واقع شده و این اثر در تاریخ ۷ مرداد ۱۳۸۲ با شمارهٔ ثبت ۹۳۱۴ به‌عنوان یکی از آثار ملی ایران به ثبت رسیده است.